# Алі Джасім
Алі Джасім (араб. علي جاسم, нар. 20 січня 2004, Багдад) — іракський футболіст, нападник клубу «Аль-Кахраба».
Виступав, зокрема, за клуб «Аль-Кува», а також національну збірну Іраку.

## Клубна кар'єра
У дорослому футболі дебютував 2018 року виступами за команду «Аль-Карх», у якій провів два сезони. 
Згодом з 2020 по 2023 рік грав у складі команд «Аш-Шорта», «Аль-Кахраба», «Антальяспор» та «Аль-Кахраба».
Своєю грою за останню команду привернув увагу представників тренерського штабу клубу «Аль-Кува», до складу якого приєднався на умовах оренди 2023 року. Відіграв за багдадську команду наступний сезон своєї ігрової кар'єри.
До складу клубу «Аль-Кахраба» приєднався 2024 року. 

## Виступи за збірні
У 2018 році дебютував у складі юнацької збірної Іраку (U-16), загалом на юнацькому рівні взяв участь у 3 іграх.
У 2023 році залучався до складу молодіжної збірної Іраку. На молодіжному рівні зіграв у 10 офіційних матчах, забив 2 голи.
Того ж року дебютував в офіційних матчах у складі національної збірної Іраку.
| Дата       | Місто                   | Господарі | Результат | Гості          | Турнір                       | Голи | Примітки |
| ---------- | ----------------------- | --------- | --------- | -------------- | ---------------------------- | ---- | -------- |
| 13-10-2023 | Амман                   | Катар     | 0 – 0     | Ірак           | товариський матч             | -    | 64'      |
| 17-10-2023 | Амман                   | Ірак      | 2 – 2     | Йорданія       | товариський матч             | -    |          |
| 16-11-2023 | Басра                   | Ірак      | 5 – 1     | Індонезія      | Відбір до ЧС 2026            | -    |          |
| 21-11-2023 | Ханой                   | В'єтнам   | 0 – 1     | Ірак           | Відбір до ЧС 2026            | -    | 80'      |
| 6-1-2024   | Абу-Дабі                | Ірак      | 0 – 1     | Південна Корея | товариський матч             | -    | 46'      |
| 15-1-2024  | Ер-Раян (муніципалітет) | Індонезія | 1 – 3     | Ірак           | Кубок Азії 2023 - 1-й етап   | -    |          |
| 19-1-2024  | Ер-Раян (муніципалітет) | Ірак      | 2 – 1     | Японія         | Кубок Азії 2023 - 1-й етап   | -    | 77'      |
| 24-1-2024  | Доха                    | Ірак      | 3 – 2     | В'єтнам        | Кубок Азії 2023 - 1-й етап   | -    | 46'      |
| 29-1-2024  | Доха                    | Ірак      | 2 – 3     | Йорданія       | Кубок Азії 2023 - 1/8 фіналу | -    |          |
| 21-3-2024  | Басра                   | Ірак      | 1 – 0     | Філіппіни      | Відбір до ЧС 2026            | -    |          |
| 26-3-2024  | Маніла                  | Філіппіни | 0 – 5     | Ірак           | Відбір до ЧС 2026            | -    | 69'      |
| 6-6-2024   | Джакарта                | Індонезія | 0 – 2     | Ірак           | Відбір до ЧС 2026            | 1    | 46'      |
| 11-6-2024  | Басра                   | Ірак      | 3 – 1     | В'єтнам        | Відбір до ЧС 2026            | 1    |          |
| Усього     |                         | Матчів    | 13        |                | Голів                        | 2    |          |